# Pinus hartwegii
El ocote blanco o pino de las alturas (Pinus hartwegii) es un árbol de la familia de las pináceas. Se distribuye en las montañas de las Sierras Madre Oriental y Occidental y en Centroamérica hasta Honduras. Puede crecer hasta los 30 metros de altura, y en zonas de entre 2500 y 4300 metros sobre el nivel del mar. Frecuentemente es la especie de pino que ocupa la parte más alta de las montañas. Se utiliza como madera y como leña.

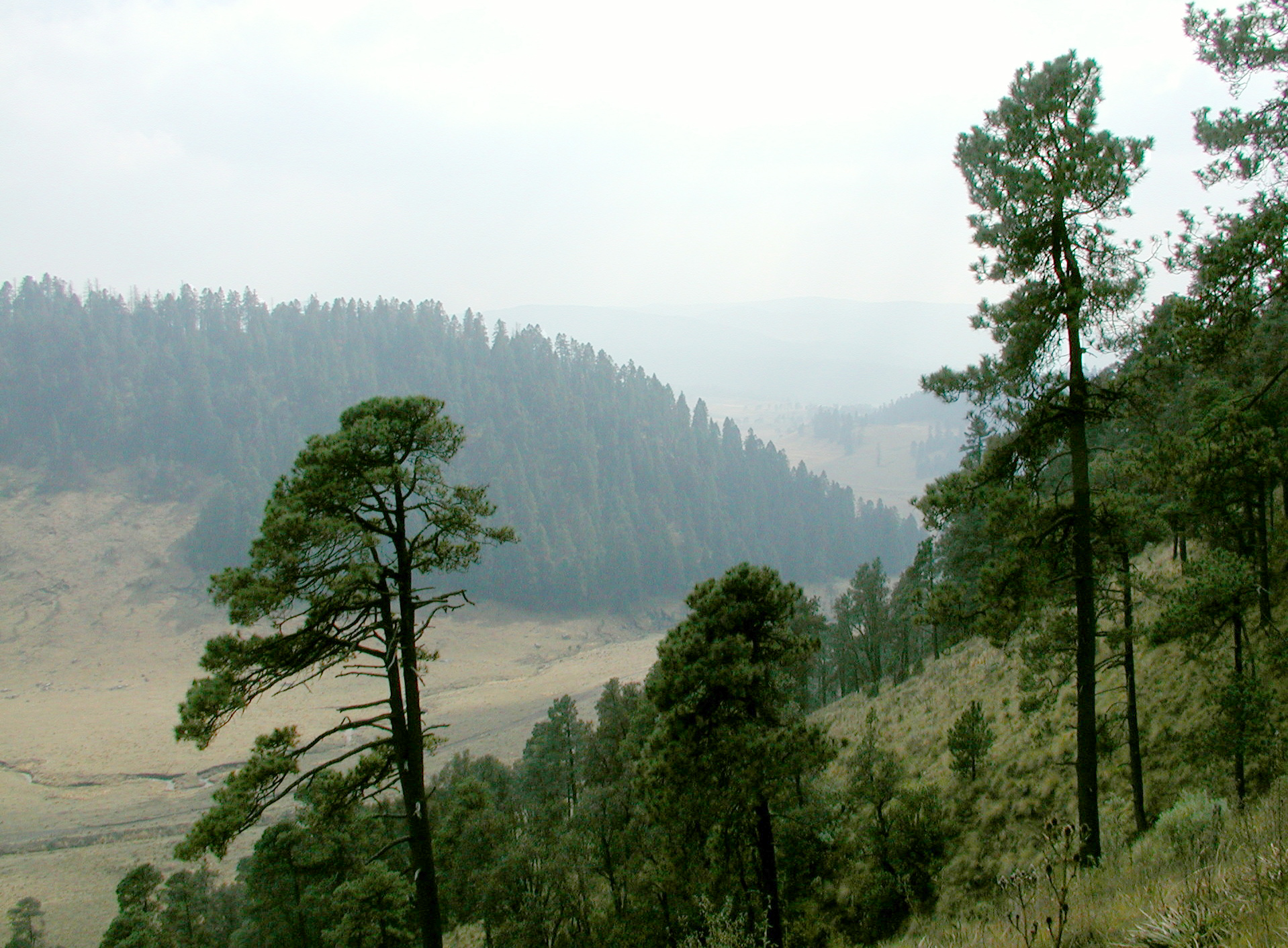
P. hartwegii en La Marquesa, México, a alrededor de 3.500

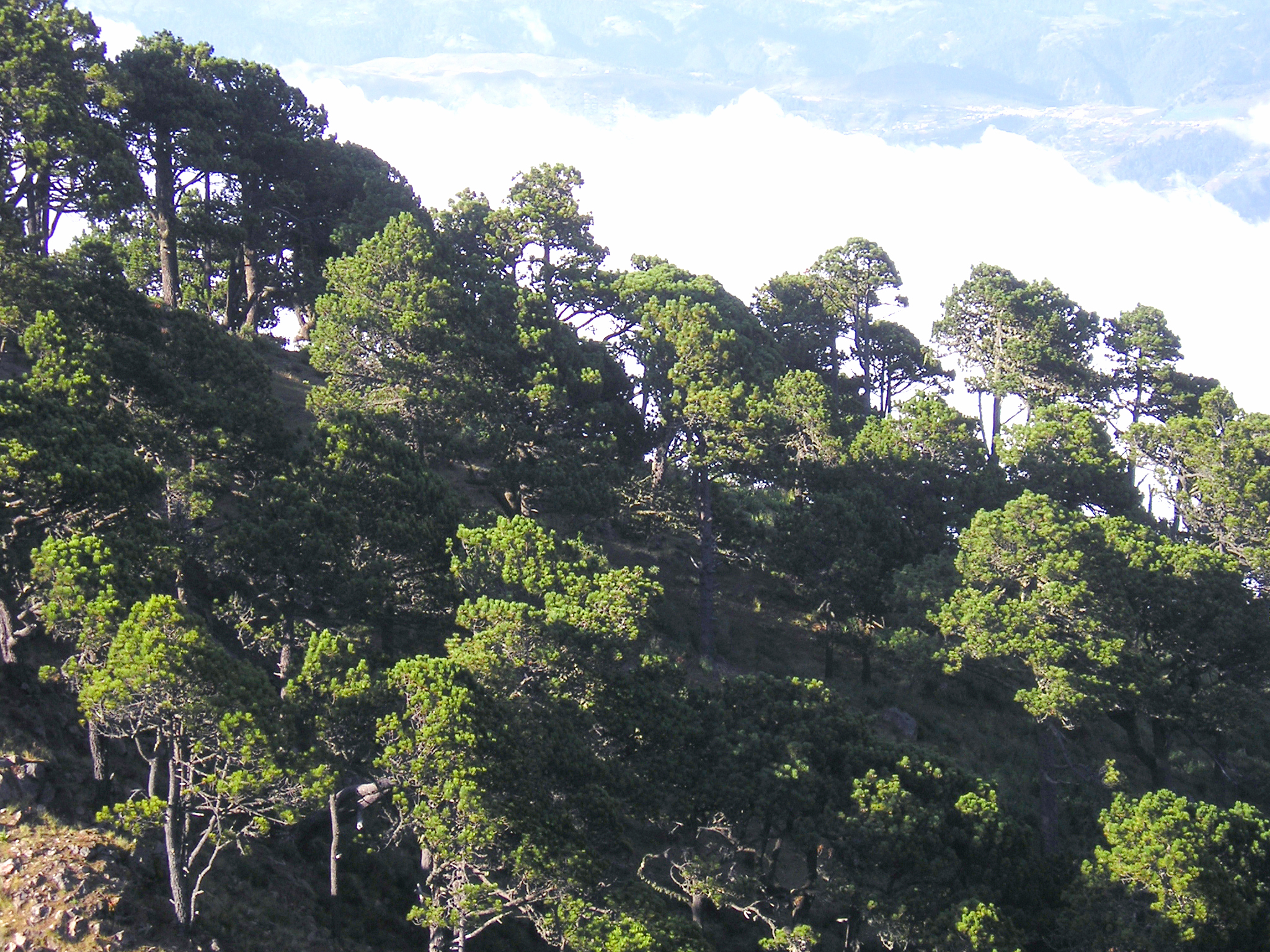
En el volcán Tajamulco en Guatemala

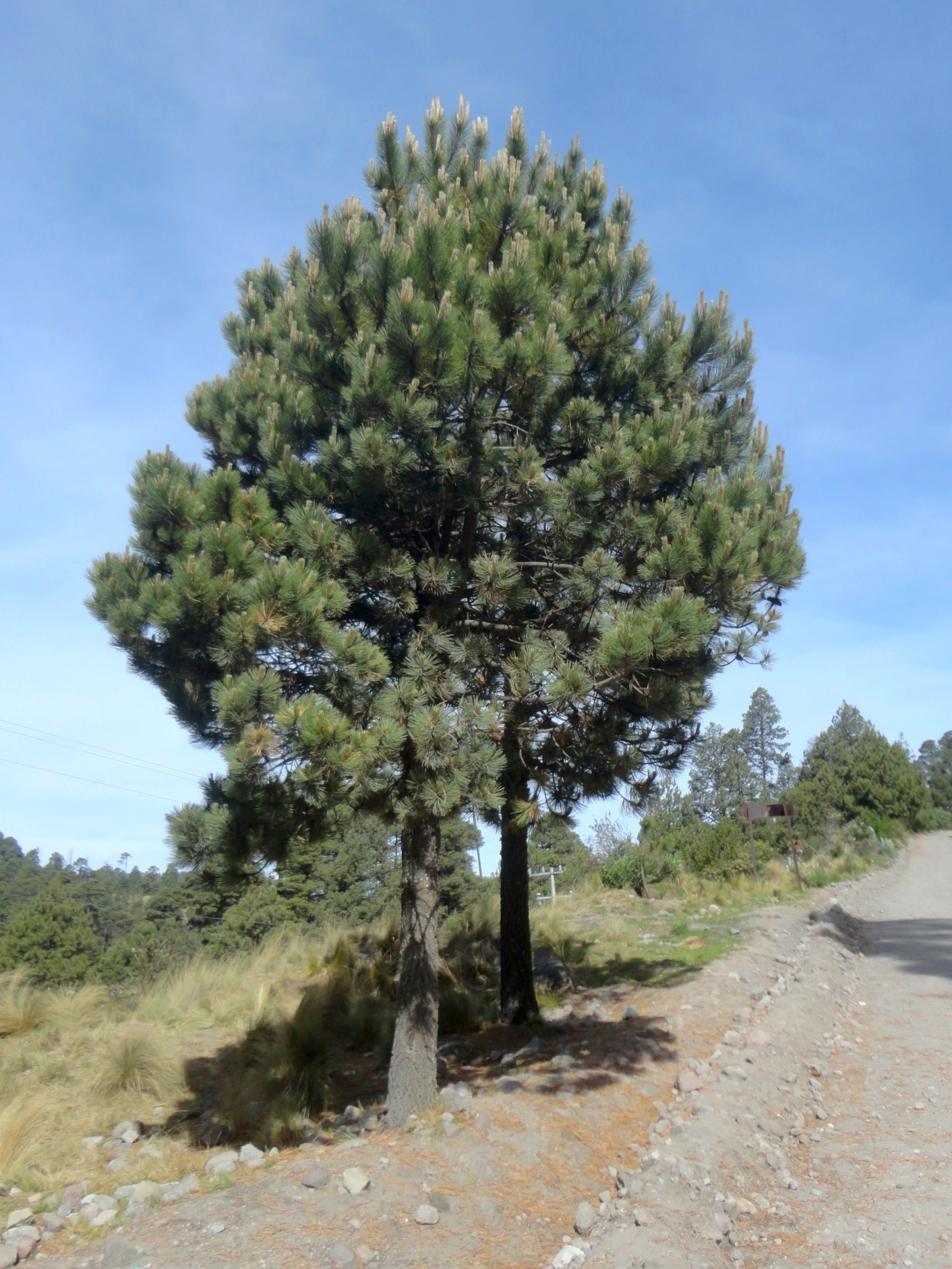
En el Nevado de Toluca, México

## Distribución y hábitat
El ocote blanco es un pino originario de los climas templados a montañosos de México y Centroamérica. Crece tanto en la Sierra Madre Occidental como en la Oriental, desde los estados mexicanos de Chihuahua y Nuevo León hasta la frontera entre El Salvador y Honduras. Aunque se lo encuentra desde una altitud de 2500 m s. n. m., su principal característica de distribución es que crece incluso por encima de los 4000 m s. n. m. Es frecuentemente la única especie arbórea que conforma la línea de árboles, donde se entremezcla con el zacatonal.

## Descripción
Es un árbol siempreverde que alcanza una altura de 31 m, con una corona amplia y redondeada. El tronco tiene un diámetro de hasta 128 cm. Su gruesa y rugosa corteza es de color marrón a grisáceo y se divide en placas escamosas. Las hojas son de color verde oscuro y se encuentran en fascículos de entre 3 y 6 acículas. Los conos son ovoides, negros o de un púrpura muy oscuro; se abren cuando maduran en primavera. La polinización ocurre al final de la primavera y los conos maduran entre 20 y 22 meses después.

## Taxonomía
Pinus hartwegii fue descrita en 1839 por John Lindley y publicado en Edwards's Botanical Register 25: Misc. 62.

### Etimología
- Pinus: nombre genérico latino del pino[5]
- hartwegii: epíteto otorgado en honor al botánico alemán Karl Theodor Hartweg

### Nombres comunes
Ocote blanco, pino de las alturas, pino de montaña, pino de México, pino escobetón, pino negro, pino chino.

### Sinonimia
- Pinus aculcensis Roezl
- Pinus amecaensis Roezl
- Pinus atrovirens Roezl ex Gordon
- Pinus clamaensis Carrière
- Pinus corrugata Roezl ex Gordon
- Pinus decaisneana var. wilsonii (Roezl) Carrière
- Pinus decandolleana var. ehrenbergii (Endl.) Carrière
- Pinus donnell-smithii Mast.
- Pinus ehrenbergii Endl.
- Pinus endlicheriana Roezl
- Pinus frondosa Roezl ex Gordon
- Pinus geitneri Roezl ex Gordon
- Pinus iztacihuatlii Roezl
- Pinus krelagii Roezl ex Gordon
- Pinus lindleyana Loudon ex Gordon
- Pinus lowii Roezl
- Pinus montezumae Gordon
- Pinus montezumae var. hartwegii (Lindl.) Shaw
- Pinus montezumae subsp. hartwegii (Lindl.) Engelm.
- Pinus montezumae var. lindleyana (Loudon ex Gordon) Parl.
- Pinus montezumae var. rudis (Endl.) Shaw
- Pinus northumberlandiana Roezl
- Pinus papeleuii Roezl
- Pinus resinosa Roezl
- Pinus robusta Roezl
- Pinus roezlii Carrière
- Pinus rudis Endl.
- Pinus scoparia Roezl
- Pinus standishii Roezl
- Pinus suffruticosa Roezl. ex Carrière
- Pinus tlamacaensis Roezl ex Gordon
- Pinus wilsonii Roezl[6][7]